# Myllaena brevicornis
Myllaena brevicornis – gatunek chrząszcza z rodziny kusakowatych i podrodziny rydzenic. Zamieszkuje Europę i Afrykę Północną.

## Taksonomia
Gatunek ten opisany został po raz pierwszy w 1838 roku przez Andrew Matthewsa pod nazwą Centroglossa brevicornis.

## Morfologia
Chrząszcz o wydłużonym, łódkowatym w zarysie ciele długości od 2 do 2,5 mm. Ubarwienie ma zwykle rdzawoczerwone z brązowym odwłokiem oraz pomarańczowymi czułkami i odnóżami; czasem spotykane są osobniki z brązową głową. Wierzch ciała gęsto porastają jedwabiście połyskujące włoski oraz gęsto rzeźbią bardzo drobne punkty. Człony w środkowej części czułków nie są wyraźnie dłuższe niż szerokie. Przedplecze jest znacznie szersze od głowy. Owłosienie na jego powierzchni kieruje się prosto ku tyłowi. Długość pokryw jest wyraźnie mniejsza niż przedplecza. Odwłok zwęża się silnie od nasady ku tyłowi.

## Ekologia i występowanie
Owad preferujący tereny górzyste, ale spotykany też na nizinach. Silnie wilgociolubny. Zasiedla pobrzeża źródlisk, rowów i kałuż, torfowiska, wilgotne łąki i olsy. Bytuje wśród mchów, próchnicy, pod opadłymi liśćmi oraz w kępach turzyc i wełnianek.
Gatunek palearktyczny. W Europie znany jest z Portugalii, Hiszpanii, Irlandii, Wielkiej Brytanii, Francji, Belgii, Holandii, Niemiec, Szwajcarii, Austrii, Włoch, Danii, Szwecji, Norwegii, Finlandii, Estonii, Łotwy, Litwy, Polski, Czech, Słowacji, Węgier, Rumunii, Bośni i Hercegowiny oraz europejskiej części Rosji. W Afryce Północnej notowany jest z Maroka, Algierii i Tunezji.